# 小行星2474
小行星2474（2474 Ruby）是一颗围绕太阳公转的小行星。1979年8月14日，茲丹卡·瓦弗洛娃在克列特发现了此天体。
該小行星以瓦弗洛娃的寵物狗露比（Ruby）命名。
这颗小行星的绝对星等为14.53579928490063等。